# Jeruzsálemi Szent Cirill
Jeruzsálemi Cirill (latin: Cyrillus Hierosolymitanus), görögösen Kürillosz (ógörögül: Κύριλλος Ἱεροσολύμων), egyházi nevén Jeruzsálemi Szent Cirill (Jeruzsálem környéke, 313 körül – Jeruzsálem, 387. március 18.) ókeresztény teológus, Jeruzsálem püspöke 351-től haláláig. 
A többi Cirilltól (Kürillosz) való megkülönböztetéshez a jeruzsálemi jelzőt teszik a neve elé.
Fontos iratokat hagyott hátra, amelyek a katekumenok tanítását és a liturgia rendjét dokumentálják a korában.
1893-ban XIII. Leó pápa az egyháztanítók sorába emelte.

## Élete
Cirill 313-ban született Jeruzsálemben, vagy annak közelében. Először a szerzetesi életet követte.
Ifjúságáról, neveltetéséről keveset tudunk. Szent Jeromos, Konstantinápolyi Szókratész és Szalámiszi Epifán írásaiban szerepel életének néhány eseménye. Katekéziseiben dicsérően szólt a visszavonult és önmegtartóztató életről, valószínűleg szerzetesként élt. Jól ismerte a Bibliát és az egyházatyák műveit. A hagyomány szerint 335 körül avatta diakónussá Makariosz jeruzsálemi püspök, 343-ban pedig Maximus püspök szentelte pappá. Katekéziseit 350 körül írta, „Probus uralkodása utáni hetvenedik évben”, valószínűleg püspöki hivatala kezdetén. Akakiosz, az arianizmussal szimpatizáló caesareai metropolita tette meg püspökké. Hamarosan vita alakult ki közöttük Jeruzsálem rangelsősége kérdésében. Cirill nem engedelmeskedett Akakiosznak, aki 357-ben és 360-ban elítélte, és erővel száműzte őt. 359-ben sikerült részt vennie a Rimini-Szeleukeiai zsinaton, ahol az arianizmus ideiglenesen győzedelmeskedett. Cirill az egylényegűséget vallotta. 362-ben újra elfoglalhatta püspöki hivatalát. Püspöksége alatt Iulianus római császár szerette volna újjáépíteni a Titus római császár által 70-ben lerombolt jeruzsálemi templomot, mert bízott abban, hogy a templom újjáépítése gyengíteni fogja a kereszténység terjedését a Római Birodalomban. Cirill ellenezte Iulianus tervét. Valens uralkodása alatt ismét száműzték Cirillt Jeruzsálemből, de 378-ban újra elfoglalhatta püspöki székét. A 381-ben tartott első konstantinápolyi zsinat megerősítette püspöki hivatalában, és elismerte az arianizmus ellen folytatott harcát. 24 katekézise maradt fenn. 348 és 350 között a Nagy Konstantin által épített Szent Sír-templomban készítette fel a keresztségre várókat és vezette be a kereszténnyé vált hívőket a misztériumokba.

## A Katekézisek
Szent Cirillt a 348 Húsvétja előtt és után írt Katekézisek tették halhatatlanná. A 4. században a katekézis az egyházba belépni kívánók (katekumenek, hittanulók) számára összefoglalt szóbéli tanítást jelentette. Szent Cirill katekézise a keresztelést közvetlenül megelőző és frissen megkereszteltnek szóló, vagyis a katekumenátus utolsó két szakaszát jelentő katekézis. Tartalmukat onnan ismerjük, hogy e prédikációk hallói lejegyezték őket. Ezek élőben előadott utasítások, az élő szó minden előnyével és hátrányával. A stílus élénk, pezsgő, egyszerű, mindig a hittanulók gyakorlati igényeit szem előtt tartó.
Szent Cirillt szó érte, mert az akkoriban elterjedt ariánus eretnekségről nem írt. Ennek az volt az oka, hogy e művekben tanítani, és nem vitázni akart. Az is közrejátszhatott, hogy még nem volt teljesen tisztában a problematika teljes súlyával. Később a mérsékelt álláspontot foglalta el, mely megvédte az ortodox (hagyományos) álláspontot, de mindezt olyan szóhasználattal, mely az ariánusokat sem sérthette.

### Szent Cirill hitelvei a Katekézisekben
Szent Cirill tanításának lényege maradéktalanul ortodox (hagyományhű). Vallja a Szentháromság misztériumát, az Atya és Fiú egylényegűségét, és az egyházi hagyomány teljes tekintélyét. Az Oltáriszentségben lévő valós jelenlétet szilárdan állítja. Ugyanilyen kifejezetten hirdeti a szentmiseáldozat engesztelő jellegét. Az egyházat csalhatatlan tekintélynek tartja, amelynek része a Szentírás kánonja és a szent hagyomány, melyet követnünk és életünkben megvalósítanunk kell. A Tanítóhivatal nem pusztán az örök életre vivő igazságok tanítója; a gyakorlati életben is tanít minket az erkölcsünket szabályozván.
A Katekézisekben az akkori egyház számos gyakorlatába nyerünk betekintést: papi önmegtartóztatás, az isteni életre szentelt szüzek közösségi élete, az aszkéták bűnbánó gyakorlatai (önsanyargatás), az ereklyék tisztelete, a kereszt tisztelete, az ördögűzés (exorcizmus) gyakorlata, a szentek segítségül hívása.
Szent Cirill a szentségek közül azt a hármat tárgyalja részletesen, melyek a hittanulói számára jelentősek: keresztség, bérmálás, oltáriszentség. Szent Cirill óva kerülte mindazon témákat, melyek vitára vagy megosztottságra adtak volna okot. Kerülte a teológiai nyelvhasználatba bekerült filozófiai kifejezések használatát, egyszerű és ősi kifejezéseket részesítvén előnyben. A 4. század harcias és zavaros irodalma közepette könnyebbséget nyújt Szent Cirill Katekézisének nyugodt és megkapó hangvételű lapjait forgatni.

## Magyarul megjelent művei
- Jeruzsálemi Szent Kürillosz összes művei; ford., bev., jegyz. Vanyó László; Központi Papnevelő Intézet, Bp., 1995 (Seminarium Centrale Budapestinense)
- A filozófus megtérése Alexandriai Szent (Cirill) Kyrillos párbeszéde a pogány filozófusokkal  kopt szöveg fordítása magyarázatokkal; ford. Hasznos Andrea, jegyz., utószó, függelékek Tóth Péter; Agapé, Szeged 2000 (Patrisztikus füzetek)
- Jeruzsálemi Szent Kürillosz összes művei; ford., bev., jegyz. Vanyó László, sajtó alá rend. Perendy László; Szt. István Társulat, Bp., 2006 (Ókeresztény írók), ISBN 978-963-361-856-1, 400 p.
- Catecheses mystagogicae; in: Az ősegyház szentségi élete; ford., bev., jegyz. Kühár Flóris; Szt. István Társulat, Bp., 1944 (Keresztény remekírók)